# Four Chords & Several Years Ago
Four Chords & Several Years Ago è il settimo album in studio del gruppo rock statunitense Huey Lewis and the News, pubblicato nel 1994.
Si tratta di un disco di cover del repertorio R&B degli anni '50 e '60.

## Tracce
1. Shake, Rattle and Roll (Charles E. Calhoun) – 3:07
2. Blue Monday (Dave Bartholomew, Fats Domino) – 2:41
3. Searching for My Love (Bobby Moore) – 2:50
4. (She's) Some Kind of Wonderful (John Ellison) – 3:06
5. But It's Alright (J.J. Jackson, Pierre Tubbs) – 2:54
6. If You Gotta Make a Fool of Somebody (Rudy Clark) – 2:32
7. Mother in Law (Allen Toussaint) – 2:43
8. Little Bitty Pretty One (Robert Byrd) – 2:04
9. Good Morning Little School Girl (Sonny Boy Williamson, accreditato come S.L. Hopkins) – 4:02
10. Stagger Lee (Harold Logan, Lloyd Price) – 2:36
11. She Shot a Hole in My Soul (Mac Gayden, Chuck Neese) – 2:38
12. Surely I Love You (James Bracken, Marion Oliver) – 2:51
13. You Left the Water Running (Oscar Franck, Rick Hall, Dan Penn) – 3:06
14. Your Cash Ain't Nothin' But Trash (Charles E. Calhoun) – 2:57
15. Function at the Junction (Edward Holland Jr. Shorty Long) – 3:13
16. Better to Have and Not Need (Don Covay, Erskin Watts) – 3:32
17. Going Down Slow (St. Louis Jimmy Oden) – 2:00

## Formazione

### Gruppo
- Huey Lewis - voce, armonica
- Mario Cipollina - basso
- Johnny Colla - chitarra, sassofono, cori
- Bill Gibson - batteria, percussioni, cori
- Chris Hayes - chitarra, cori
- Sean Hopper - tastiera, cori

### Altri musicisti
- Marvin McFadden - tromba
- Linda Tillery - cori
- Jeanie Tracy - cori